# Aleksander Silbernik

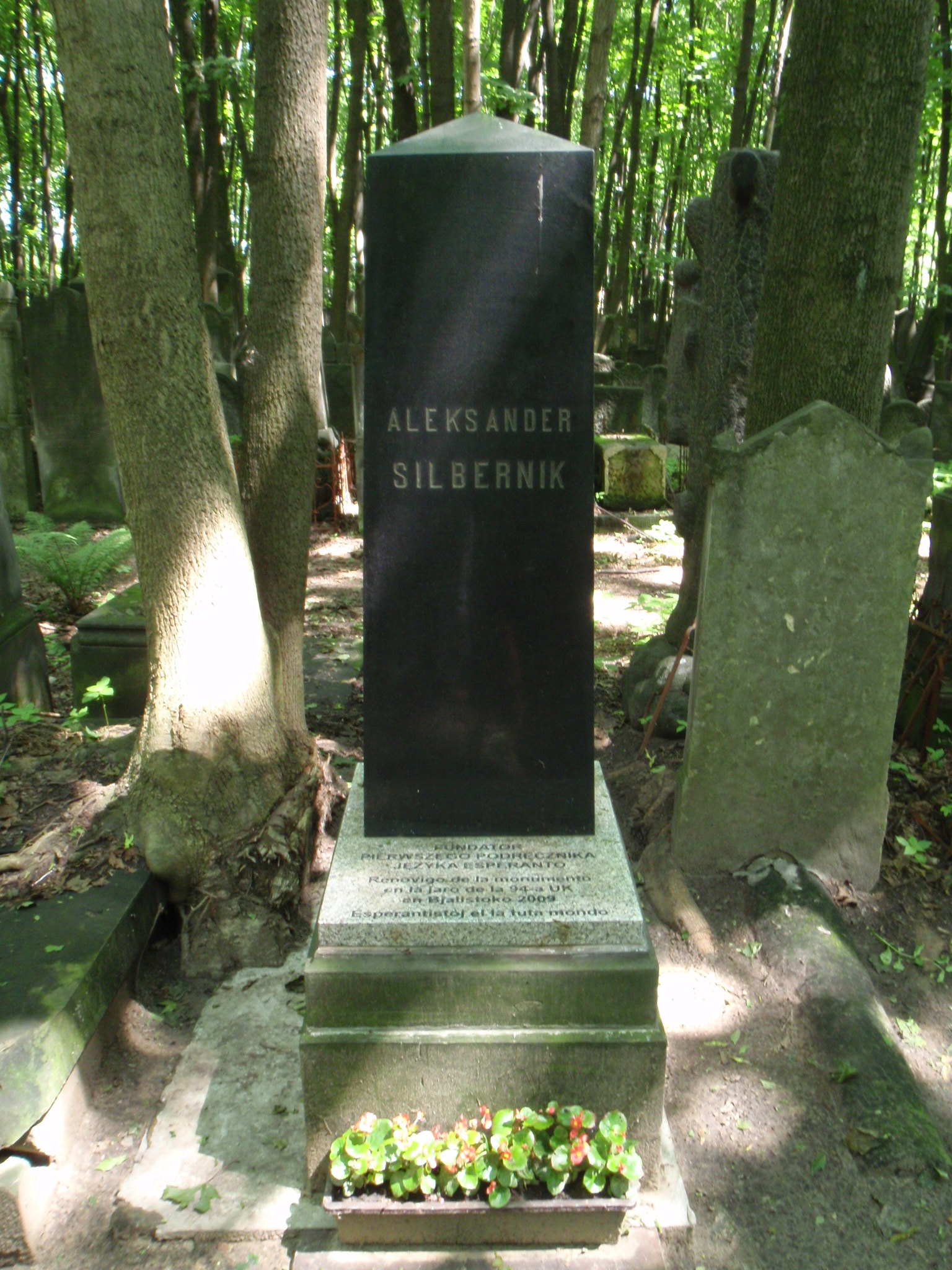
Grób Aleksandra Silbernika na cmentarzu żydowskim w Warszawie

Aleksander Sender Silbernik (ur. 30 stycznia 1832, zm. 25 marca 1906 w Warszawie) – polsko-litewski kupiec i esperantysta narodowości żydowskiej, pochodzący z Kowna, ojciec Klary i teść Ludwika Zamenhofa. Fundator pierwszego podręcznika języka esperanto Unua Libro (1887). Pochowany na cmentarzu żydowskim przy ulicy Okopowej w Warszawie (kwatera 46).